# Michael Opoczynski

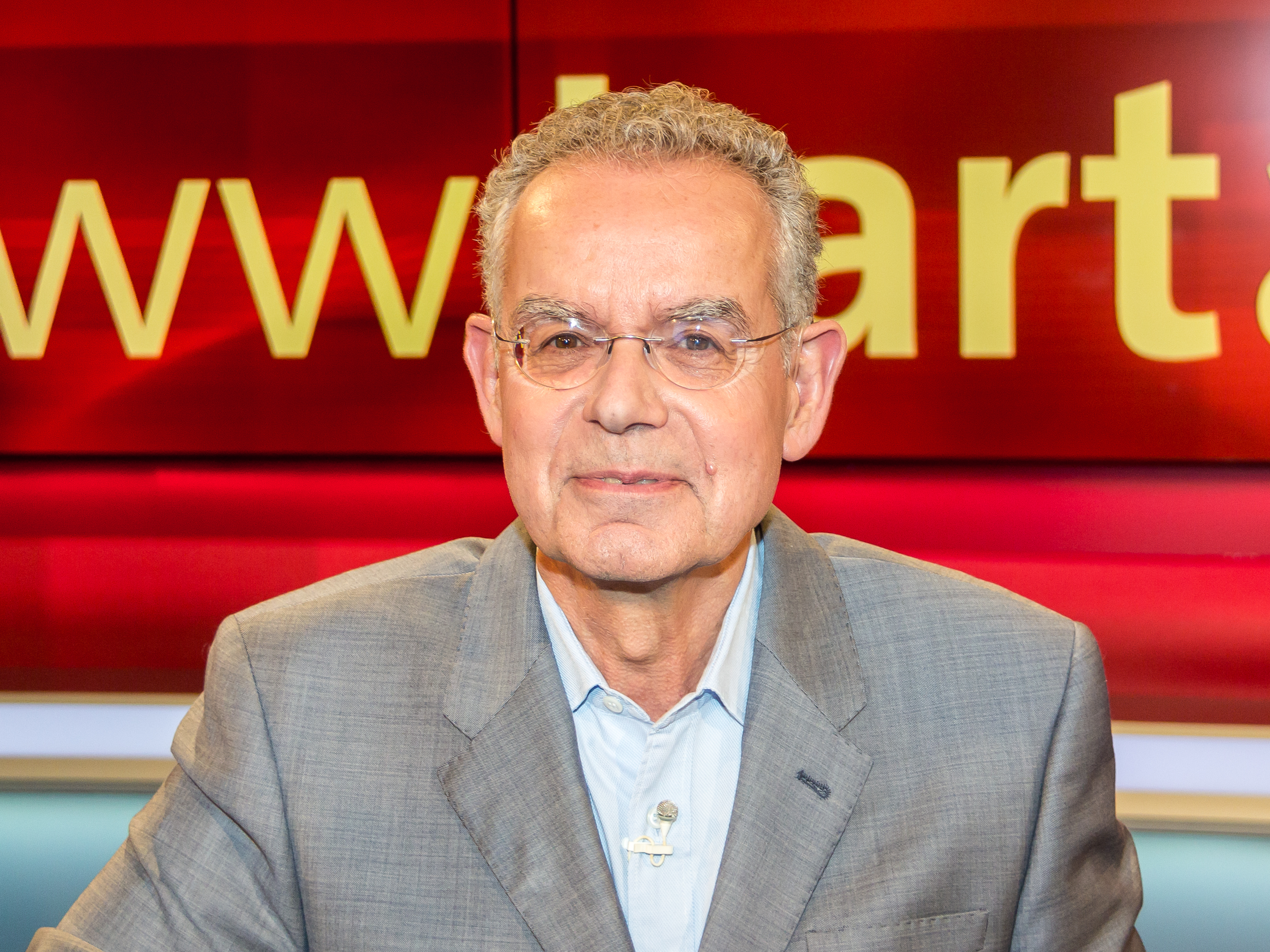
Michael Opoczynski in der Fernsehsendung Hart aber fair, März 2016

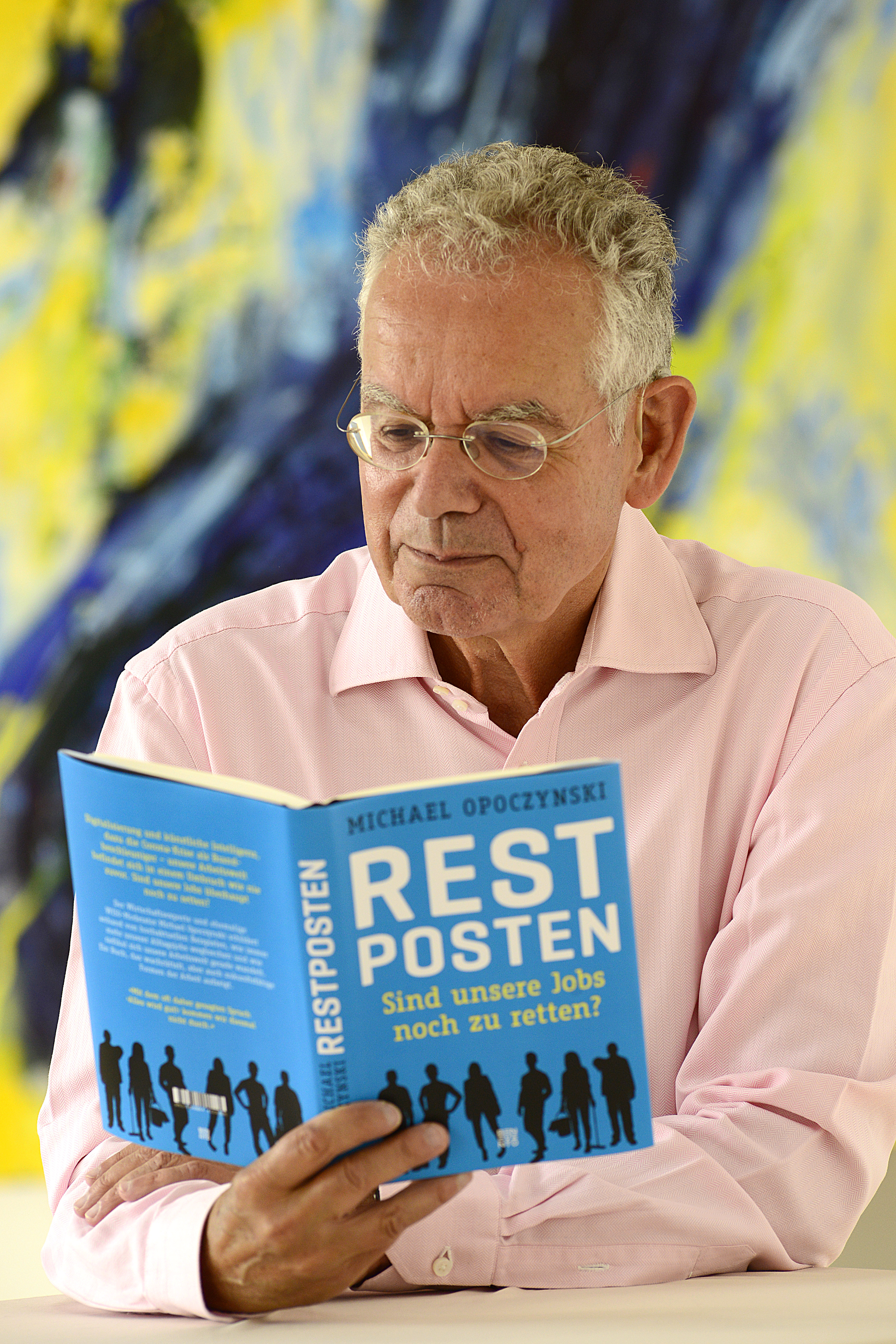
Michael Opoczynski

Michael Sylvester Opoczynski (* 31. Dezember 1948 in Berlin-Pankow) ist ein deutscher Journalist und Fernsehmoderator.

## Leben
Nach seinem Abitur am Helmholtzgymnasium in Frankfurt am Main studierte Opoczynski sechs Jahre Politikwissenschaft an der Frankfurter Goethe-Universität. 1972 wurde er Assistent des Bundestagsabgeordneten Hans Matthöfer (SPD) und später Pressesprecher der SPD in Hessen. Seit 1978 arbeitete er als freier Texter für Werbeagenturen und den Hessischen Rundfunk.
Seit 1980 war Opoczynski für das ZDF tätig, zunächst als Reporter im Landesstudio Wiesbaden. 1986 kam er als Redakteur zum Wirtschaftsmagazin WISO und wurde 1992  Redaktionsleiter und Moderator. Er moderierte die jährliche Preisverleihung des Deutschen Gründerpreises im ZDF-Hauptstadtstudio Berlin und war mehrfach Gastgeber und Moderator der vom ZDF veranstalteten Mainzer Tage der Fernsehkritik. Von 2010 an war er Leiter der ZDF-Hauptredaktion Wirtschaft, Recht, Soziales und Umwelt. Bis zu seiner Pensionierung 2014 moderierte er WISO im Wechsel mit Martin Leutke.
Opoczynski gehörte von 2014 bis 2022 dem Kuratorium der Karl-Gerold-Stiftung (Frankfurter Rundschau) an.
Er ist seit 2016 Mitglied im Beirat der Continentale Versicherung AG, Dortmund.
Opoczynski lebt in Mainz, ist verheiratet und hat einen Sohn.
Er arbeitet als Moderator und als Autor von Sachbüchern und Romanen.

## Publikationen
- Die Blutsauger der Nation: Wie ein entfesselter Kapitalismus uns ruiniert. Droemer/Knaur-Verlag, 2005, ISBN 3-426-27380-2.
- Die oder ich. Droemer/Knaur-Verlag, 2009, ISBN 978-3-426-27467-5.
- Krieg der Generationen – Und warum unsere Jugend ihn bald verloren hat. Gütersloher Verlagshaus, 2015, ISBN 978-3-579-06618-9.
- Aussortiert und abkassiert – Altwerden in Deutschland. Gütersloher Verlagshaus, 2016, ISBN 978-3-579-08630-9.
- Schmerzensgeld – Ein Fall für die Gesellschaft für unkonventionelle Maßnahmen. Benevento Verlag, 2018, ISBN 978-3-7109-0044-0.
- Geisterfahrer – Der zweite Fall für die Gesellschaft für unkonventionelle Maßnahmen. Benevento Verlag, 2019, ISBN 978-3-7109-0065-5.
- Feenwiese – Aus: Mörderische Alpen. Kriminelle Geschichten. Servus Verlag, 2019, ISBN 978-3-7104-0218-0.
- Restposten – Sind unsere Jobs noch zu retten? Benevento Verlag, 2020, ISBN 978-3-7109-0088-4.
- Eigenbedarf – Der dritte Fall für die Gesellschaft für unkonventionelle Maßnahmen. Benevento Verlag, 2021, ISBN 978-3-7109-0066-2.
- Gruppo sportivo – Ein Fall für unkonventionelle Maßnahmen Eigenverlag, 2024, ISBN 979-8-3406-1898-6.